# Hattrick
Hattrick（ハットトリック）は、スウェーデンのBjörn Holmérが開発したオンラインサッカーゲーム、ブラウザゲーム。種別はMMOに分類される。登録ユーザー数は世界124ヵ国、80万人。

## 概要
ユーザーは1クラブチームのオーナーとなり、スポンサーから提供される資金や試合ごとに得られる入場料をもとにしてクラブチームを運営する。一方で、選手の育成やポジションごとのトレーニング、戦術やフォーメーション、ユースチームの設立、選手の移籍やスタッフの雇用など、さまざまな項目を調整しながらチームを強化・指揮する。

## 特徴
ゲーム時間は実際の時間と同じ（たとえば国内リーグ戦は週一回、およそ4ヶ月にわたって行なわれる）。試合は国内のリーグ戦や親善試合のほかに、ワールドカップやU-20世界大会などがある。仕様の変更がたびたび行なわれる。課金するとチームが強くなるというようなことがない。

## 試合

### 概要
- 得点や失点、警告や退場処分などの各種イベントは、個々の選手の能力値に基づいて発生する。さらに選手の性格やチームの士気といった心理的要素、その日の天候、ホームかアウェイかというような外的要素も試合に影響する。

- 選手交代や戦術変更などの設定は、試合の開始15分前までに終わらせる必要がある。試合中に設定を変更することはできない。

- 試合は自動的に進行し経過はテキストで随時更新される。これらはまとめて保存されるので、いつでも見ることができる。必ずしも試合中にログインする必要はない。

天候の特別な状況
選手の特徴の中には、特定の天候下でより実力を発揮するものがある。天候の特別な状況が起きると、その試合の残り時間において選手のプレイに影響する。
- テクニシャンの特徴を持つ選手は、雨天時にはストライカーとゲームメイクの能力を発揮できないが、晴天時にはこれらの能力を大いに発揮する。
- パワフルの特徴を持つ選手は、雨天時にはストライカー、ディフェンス、ゲームメイクの能力を発揮するが、晴天時にはストライカーとしての能力を発揮できない。また、晴天時には疲れやすくなる。
- すばやいの特徴を持つ選手は、雨天時にはストライカーとディフェンスの能力を発揮できない。晴天時にもディフェンスの能力を発揮できない。

ゴールの特別な状況
- 意外性の特徴を持つ選手は、パスの能力を活かして相手の裏をかくロングパスを出し、ストライカーの能力を活かして相手のボールを奪う。また、予想外の得点のチャンスを生み出すこともある。特徴が意外性のディフェンダーまたはミッドフィールダーは、ディフェンス能力が低ければ、失敗して相手に得点のチャンスを与えてしまうこともある。
- すばやいの特徴を持つウイングとフォワードは、スピードを活かしてチャンスを生み出す。ただし、対戦チームが同じくすばやいの特徴を持つ守備的な選手（ディフェンダーかインナー・ミッドフィールダー）や、スピードについていけるディフェンス能力を備えたディフェンダーを送り出してきた場合は、このチャンスもつぶされてしまう可能性がある。
- テクニシャンの特徴を持つウイングとフォワードは、対戦チームのディフェンダーまたはミッドフィールダーの特徴がヘディングである場合に、チャンスを生み出すことができる。
- 十分なウイング能力を持つウイングはチャンスを生み出すことができ、このチャンスは別のウイングまたはフォワードが得点に結び付けなければならない。別の選手がヘディングの能力を持つ場合や、ストライカーとして十分な能力を有していれば、得点を決める可能性が高くなる。
- コーナーキックから得点を決めるためには、プレイス キックを担当する選手がプレイスキックの能力に長け、コーナーからボールを受ける選手がストライカーの能力に長けていなければならない。チーム内にヘディングの能力を持つフィールドプレーヤー（プレイス・キックの担当選手以外）が多いほど、また対戦相手にヘディングの能力を持つフィールドプレーヤーが少ないほど、得点のチャンスは広がる。ヘディングがうまい選手がいない場合は、相手のコーナーキックからの攻撃にもろく、味方のコーナーキックで得点を決めることも難しくなる。
- 経験豊富なウイングとフォワードはその経験を活かして得点を決めることができる。経験不足のディフェンダーとミッドフィールダーは対戦相手に余計なチャンスを与えてしまう場合がある。
- 疲労した守備的な選手（ディフェンダーかインナー・ミッドフィールダー）はミスを犯しやすくなる。この場合、対戦相手のストライカーが同様に疲れている場合を除いて、相手にチャンスを許してしまうことになる。

### リーグ戦
週1回。各国内のリーグ組織はピラミッド型の構造になっており、その各段に複数のリーグがある。ひとつのリーグは8チームで構成され、ホーム＆アウェイで計14試合、14週（約4ヶ月）で1シーズンが終了する。シーズン終了後、チームは順位に応じて上段のリーグ、下段のリーグへ移動する。

### 親善試合
週1回（する・しないは任意）。海外チームを含めたすべてのチームと試合をすることができる。

### ワールドカップ
2シーズンに一度開催される。代表監督は各国ユーザーの中から選挙で選ばれる。選ばれたユーザーは同国籍の選手を招集して代表チームを組織する。

## チーム管理

### 選手
選手は試合に出場することで経験値を獲得し能力が向上する。能力の向上は、どのポジションで何分間、試合に出場したかによって異なる。
年齢
選手の正確な年齢は選手のページに表示される。Hattrickの1年は112日。
能力値
選手の能力はすべて数値によって管理されているが、画面上では様々な言いまわしで表現される。たとえば下は「無価値」「最悪」「悲惨」「劣悪」、上は「良好」「優秀」「完璧」「ワールドクラス」など。
総合技能指標（TSI）
総合技能指標は選手の総合能力を計る方法。TSIはトレーニングとコンディションにつれて進行する。
コンディション
選手のコンディションが高いほど、より良いプレーをする。例えば、悲惨なコンディションの優秀な選手よりも、良好なコンディションの平均的な選手の方が良いパフォーマンスを見せる。
特徴
特徴には、テクニシャン、すばやい、ヘディング、パワフル、意外性の5種類がある。それぞれの特徴には長所と短所があり、特定の戦術ではこれらの特徴が有利になることがある。希少特徴もある模様。
ポジション別必要能力
- ゴールキーパー：ゴールキーパー+ディフェンス+プレイスキック(PK,FK時の行動UP)
- センターバック：ディフェンス+ゲームメイク+パス(カウンター攻撃の場合+)
- ウイングバック：ディフェンス+ウイング+ゲームメイク+パス(カウンター攻撃の場合+)
- ミッドフィールダー：ゲームメイク+パス+ディフェンス
- ウイング：ウイング+ゲームメイク+パス+ディフェンス
- フォワード：ストライカー+パス+ウイング

### コーチ
概要
コーチは選手のトレーニングに責任があり、Hattrickでチームを運営するのにとても重要。
コーチのリーダーシップは育成にほとんど影響しないが、チームの自信に影響する。自信はチームの成績に大きな影響を及ぼす。
コーチのタイプ
コーチには「攻撃重視」「守備重視」「攻守のバランス重視」の3タイプがある。
技能
高いトレーニング技能がある有能なコーチは、トレーニングの正しい方法を知っていて若い選手を早く、より効果的に能力を上げることができる。

### ユース
概要
投資によるスカウト、またはユースアカデミーを設立する2通りの方法で若手選手を獲得できる。ユース選手を1人昇格する時、20万の費用がかかる。
スカウト
スカウトは3人まで雇用でき、毎週新しい選手を連れて来る。同時に、スカウトレポートで選手の情報を提供してくれる。複数人のスカウトがいる場合、情報を貰ったらユースアカデミーに採用するか決めなければ次のスカウトの情報は貰えない。一度拒否するとその選手は消えてしまう。一週間でユースアカデミーに採用できるのは一人まで。
スカウトコメント
年齢コメント
- そうさ、今週の志望者は[年齢]歳の[選手名]です。
- 面白いやつの評価をした方がいいと思います。彼の名前は[選手名] です。[年齢] 歳です。
- 有望そうな選手を発見したみたいです。[年齢] 歳で、名前は [選手名]です。
- 価値のある若者を見つけたと思います。彼は[選手名]と呼ばれて、[年齢]歳です。
- 私どもが、スターになるように思われるやつが見つかりました。[年齢]歳の[選手名]と呼ばれるそうです。

スキルコメント（現在のスキルレベル）
- これまでのとこ、彼が[レベル]の [スキル] を達した。
- これ以上のトレーニングなく、この選手は [レベル] の[スキル]にとどまる。
- 今なら、[スキル] の能力は [レベル] 前後で推移する。

スキルキャップコメント（ユースでのスキル成長限界） 
- 上手に成長できると、トップ チームに昇格する前にこのやつは [レベル] の[スキル] を達すると思います。
- いい指導をできるとあっという間に彼が [レベル] の[スキル]を達する。
- この男は [スキル] の能力を磨くなら、[レベル] レベルまでに向上する可能性があります。

総合的な能力 
- [レベル]の全般的な能力なので、チームの目的に合うかもしれません。
- 全般的な能力は[レベル]だと思います。
- 総合的見地だと[レベル]な選手だ。

### フォーメーション
基本は4-4-2。ユーザーは自由に変えることができる。

## クラブ運営

### 概要
借金を返済できない場合、クラブチームは破産する。そのユーザーはゲームシステムから追放される。

### 収入
スポンサーの資金、入場料、ファンクラブの会費、選手の移籍金など。

### 支出
選手やチームスタッフの給料、遠征費、スタジアムの改築費など。

## 問題点
大部分日本語化されたが、ごく一部に英語が使用されている。